# Ворон Олексій Федорович

## Дитинство та юність
Народився Олексій Федорович Ворон 19 червня 1934 року в селі Собібор, Володавського повіту, Люблінського воєводства Польщі. «У Собіборі на той час мешкало 300 родин етнічних українців і усі жили дуже дружно. В українців були свої національні організації («Рідна хата», «Просвіта»), духовий оркестр, народний театр. Тому, ще в дитинстві зародилися почуття патріотизму» - згадує Олексій Федорович. Мама  Анна Миколаївна виховувала Олексія та його меншу сестру Галину чесними людьми. І заповідь «Не вкради» була основною в сім'ї Воронів. Батько Федір Миколайович був працівником місцевого лісництва і часто брав маленького Олексія з собою, так і з’явилася у хлопчика любов до лісу та мрія – бути лісником. Та безтурботне дитинство закінчилося, коли 1946 року усіх українців насильно вивезли з Польщі. Так опинилася родина Олексія Ворона у селі Рокитне, а звідти згодом переїхали у Клесів. Навчався хлопчик у Клесівській середній школі, а у 1954 році став студентом Львівського лісотехнічного інституту.

## Майстер озеленення
Після закінчення інституту в серпні  1959 року прийшов на роботу в Клесівський держлісгосп і пропрацював на одному підприємстві 54 роки.
Розпочав із посади помічника лісничого Федорівського лісництва. А вже через рік, в липні 1960 року, став начальником планового відділу підприємства. Пізніше - старшим інженером з нормування праці, за тим переходив  на посади «старший інженер економіст», «головний економіст», «старший інженер лісового господарства». З 1979 року був головним лісничим лісгоспу, з 1987-го – лісничим Клесівського лісництва. А з 1996 по 2010 рік Олексій Ворон займався найулюбленішою справою усього свого  життя, - став майстром озеленення, й досягнув на цій посаді вершин професійного злету, перевершив в справі зеленої архітектури всіх відомих у краї майстрів і зазнав  слави, як основоположник видатної школи ландшафтного дизайну, вперше на Рівненщині (в лісовому господарстві) започаткував монументально-скульптурне озеленення, створив справжній осередок краси й духовності Клесівський дендропарк.
Скільки щасливих хвилин пережив сам Майстер, коли створював і плекав неповторні шедеври дендропарку Клесівського лісництва! А як втішався, коли, бачив радісне подивування в очах відвідувачів рукотворного земного раю! Щирість Олексія Ворона була надзвичайно сердечною. Він ділився знаннями і вміннями свого ремесла з усіма охочими, а теплом щирого серця зігрівав увесь світ. Потурбувався і про те, щоб передати знання і вміння людям, - узагальнив свій досвід у книзі «Зелена архітектура Рівненського Полісся», яка вийшла друком у 2007 році.
Зринає у спогадах вислів Олексія Федоровича: «У Криму є палац князя Воронцова, а в Клесові — дендропарк лісника Ворона». Ним Майстер передбачив невмирущість своєї творчої постаті і визначне  місце в історії Полісся. В Його руках оживали не просто дерева чи кущі. Кожна окрема рослина чи група ставали живими зеленими скульптурами, створеними за допомогою садових ножиць і драбини. Самобутній ландшафтний майстер Олексій Ворон створив справжнє зелене диво, що втілило природну, естетичну й духовну досконалість. Значення його неповторної творчості неоціненне.

## Родина
Разом з дружиною Аллою Марківною зростили синів Олександра та Юрія,  засіяні паростки добра  й традиції славної родини переймають трійко онуків. З особливим трепетом згадує Алла Марківна знайомство з юнаком Олексієм, перші зустрічі та пропозицію, яку зробив на 4 курсі інституту. Одружилися закохані 7 листопада 1958 року.    

## Нагороди
За вагомий внесок в розвиток лісового господарства України у 2003 році Олексій Ворон отримав нагрудний знак «Відмінник лісового господарства України», у 2006-му звання «Почесний лісівник України», а у 2008 році звання «Людина року».
Під керівництвом славного Лісівника  посаджено та вирощено 2534 гектари лісу, озеленено 5 лісництв ДП «Клесівський лісгосп», десятки шкіл, дитячих садків, парків і скверів, створено зразкову  зону відпочинку «Коплише», яка посіла першість у конкурсі на кращий благоустрій рекреаційних зон серед товариств лісівників  України. У 2002 році садибу Клесівського лісництва визнали кращою у конкурсі серед підприємств Держкомлісгоспу України, а у 2009 році - переможцем конкурсу «Сто кращих товарів і послуг Рівненщини».
14 травня 2012 року завершився земний шлях Великого Майстра, неперевершеного фахівця лісового господарства. Його не стало серед сущих на землі, та пам'ять про Нього увіковічена в тисячах метрів зелених скульптур, в сотнях тисяч сердець, яких радувало ремесло видатного нашого сучасника.